# Новая Горка (Тверская область)
 Новая Горка  — деревня в Лесном муниципальном округе Тверской области.

## География
Находится в северо-восточной части Тверской области на расстоянии приблизительно 10 км по прямой на север-северо-запад по прямой от районного центра села Лесного.

## История
Деревня была отмечена уже на карте Менде (состояние местности на 1848 год). В 1859 году здесь (тогда деревня Весьегонского уезда Тверской губернии) было учтено 9 дворов. До 2019 года входила в состав ныне упразднённого Бохтовского сельского поселения.

## Население
Численность населения: 59 человек (1859 год), 43 (русские 100 %) в 2002 году, 31 в 2010.